# 哥倫比亞 (紐約州)
哥倫比亞（英語：Columbia）是一個位於美國紐約州赫基默縣的鎮。

## 人口
根據2020年美國人口普查的數據，哥倫比亞的面積為90.92平方千米，當中陸地面積為90.84平方千米，而水域面積為0.08平方千米。當地共有人口1569人，而人口密度為每平方千米17人。